# Giugliano Calcio 1928
Actualités
Le Giugliano Calcio 1928 est un club italien de football basé à Giugliano in Campania.

## Historique des noms
- 1928-1929 : Unione Sportiva Fascista Giuglianese
- 1929-1934 : Dopolavoro Aurelio Padovani Giugliano
- 1934-1939 : Fascio Sportivo Giugliano
- 1939-1940 : G.I.L. Giugliano
- 1944-1949 : Virtus Giugliano
- 1949-1951 : Associazione Calcio Giugliano
- 1951-1953 : Società Sportiva Giugliano
- 1953-1955 : Associazione Calcio Giugliano
- 1955-1957 : Unione Sportiva Calcio Giugliano
- 1958-1962 : Freccia Azzurra Giugliano
- 1962-1974 : Unione Sportiva Giugliano
- 1974-1993 : Società Sportiva Calcio Giugliano
- 1993-1998 : Associazione Calcio Giugliano
- 1998-2010 : Società Sportiva Calcio Giugliano
- 2010-2011 : Associazione Sportiva Calcio Atletico Giugliano
- 2011-2013 : Associazione Sportiva Dilettantistica Giugliano 1928
- 2013-2014 : Associazione Sportiva Dilettantistica Giugliano 1928 Calcio
- 2017-2018 : Associazione Sportiva Dilettantistica Bacoli Sibilla 1925
- 2018-2021 : Associazione Sportiva Dilettantistica Football Club Giugliano 1928
- 2021- : Giugliano Calcio 1928